# Liplje (Kotor Varoš)
Pour les articles homonymes, voir Liplje.
Liplje (en serbe cyrillique : Липље) est un village de Bosnie-Herzégovine. Il est situé dans la municipalité de Kotor Varoš et dans la république serbe de Bosnie. Selon les premiers résultats du recensement bosnien de 2013, il compte 318 habitants.

## Démographie

### Évolution historique de la population dans la localité
| 1948 | 1953 | 1961  | 1971  | 1981  | 1991 | 2013 |
| ---- | ---- | ----- | ----- | ----- | ---- | ---- |
| -    | -    | 1 098 | 1 058 | 1 013 | 744  | 318  |

|  |